# Beta Horologii
Beta Horologii (β Hor / HD 18866 / HR 909) es una estrella en la constelación de Horologium —el reloj— de magnitud aparente +4,96. Es la tercera más brillante de la misma después de α Horologii y δ Horologii. Se encuentra a 295 años luz de distancia del sistema solar.
Beta Horologii figura catalogada en las bases de datos como una gigante blanca de tipo espectral A4IIIm o A3-5IIIm.
Tiene una temperatura superficial aproximada de 8400 K y, con una luminosidad 65 veces mayor que la del Sol, emite la mayor parte de su energía como luz visible.
Su radio, estimado a partir de su temperatura y luminosidad, es 3,8 veces mayor que el radio solar; por ello, más que una verdadera gigante, se piensa que es una subgigante con una masa de 2,5 masas solares y una edad de 600 millones de años.
Beta Horologii es una estrella con líneas metálicas —o estrella Am— cuyo espectro muestra líneas de absorción fuertes de algunos metales y deficiencias de otros.
Ello tiene lugar porque algunos elementos que absorben mejor la luz son empujados hacia la superficie, mientras que otros se hunden debido a la fuerza de la gravedad. Este efecto tiene lugar sólo si la velocidad de rotación es baja, como en el caso de Beta Horologii, cuya velocidad de rotación proyectada es de 84 km/s, implicando un periodo de rotación inferior a 2,3 días.